# Liste der Bodendenkmäler in Blankenheim (Ahr)
Die Liste der Bodendenkmäler in Blankenheim enthält die denkmalgeschützten unterirdischen baulichen Anlagen, Reste oberirdischer baulicher Anlagen, Zeugnisse tierischen und pflanzlichen Lebens und paläontologischen Reste auf dem Gebiet der Gemeinde Blankenheim im Kreis Euskirchen in Nordrhein-Westfalen (Stand: August 2020). Diese Bodendenkmäler sind in Teil B der Denkmalliste der Gemeinde Blankenheim eingetragen; Grundlage für die Aufnahme ist das Denkmalschutzgesetz Nordrhein-Westfalen (DSchG NRW).
| Bild | Bezeichnung                                             | Lage                                                              | Beschreibung | Bauzeit | Eingetragen seit | Denkmal- nummer |
| ---- | ------------------------------------------------------- | ----------------------------------------------------------------- | ------------ | ------- | ---------------- | --------------- |
|      | Abschnittswallbefestigung Alte Burg                     | Blankenheimerdorf Flur:17, Nr. 16/1                               |              |         |                  | 1               |
|      | Geschützstellung                                        | Blankenheim Flur:2, Nr. 39,40,41                                  |              |         |                  | 2               |
|      | Geschützstellung                                        | Blankenheimerdorf Flur: 42, Nr.28,23                              |              |         |                  | 3               |
|      | Batterie                                                | Blankenheimerdorf Flur:41, Nr. 44                                 |              |         |                  | 4               |
|      | Hügel Russengrab                                        | Blankenheim Flur: 2 Nr. 31                                        |              |         |                  | 5               |
|      | Höhle Teufelskau                                        | Ripsdorf Flur: 1, Nr.1                                            |              |         |                  | 6               |
|      | Höhle                                                   | Freilingen Flur: 7, Nr.69                                         |              |         |                  | 7               |
|      | Burgwüstung Alte Burg                                   | Lommersdorf Flur:8, Nr. 179,180,181                               |              |         |                  | 8               |
|      | Düwelssteen/von Eichendorffelsen                        | Ripsdorf Flur:1, Nr.1                                             |              |         |                  | 9               |
|      | Zwei Steinbrüche                                        | Ripsdorf Flur:1, Nr.                                              |              |         |                  | 10              |
|      | Steinbruch,Südwestl.v.Nonnenbach                        | Ripsdorf Flur:1, Nr.1                                             |              |         |                  | 11              |
|      | Ringwall (Stromberg)                                    | Ripsdorf Flur:31, Nr.4                                            |              |         |                  | 12              |
|      | Bergbauspuren, (nördl.Kuppe Stromberg)                  | Ripsdorf Flur:32, Nr.4/1                                          |              |         |                  | 13              |
|      | 4 Köhlerplatten (nördl.Kuppe Stromberg)                 | Ripsdorf Flur:32, Nr.4/1                                          |              |         |                  | 14              |
|      | Grabhügel,Waldorf/Ahrmühle                              | Waldorf Flur:7, Nr.3                                              |              |         |                  | 15              |
|      | Burgruine Schloss Dahl                                  | Dollendorf Flur:19, Nr.1,2,3,4,5 Flur4, Nr.8,9,10                 |              |         |                  | 16              |
|      | Ringwall Findlinge,(nordöstl.Ahrmühle-Stromberg)        | Ripsdorf Flur:31, Nr.4 (teilweise)                                |              |         |                  | 17              |
|      | Gutshof – Villa Rustica                                 | Blankenheim Flur: 22                                              |              |         |                  | 18              |
|      | Kalkofen                                                | Lindweiler Flur:6, Nr.6,24,2                                      |              |         |                  | 19              |
|      | Hügelgrab, Wüstung, Nonnenbach                          | Blankenheim Flur:24, Nr.106                                       |              |         |                  | 20              |
|      | Tunneltrasse, Tiergartentunnel                          | Blankenheim Flur:29, Nr.556, Flur:1, Nr.35                        |              |         |                  | 21              |
|      | Burgwüstung-Neuweiler (Unterhalb Schlosstal, Vellerhof) | Hüngersdorf Flur:9, Nr.9,24,45 (teilweise)                        |              |         |                  | 22              |
|      | Römervilla                                              | Rohr Flur: 7, Nr.16,33,113,114,115,116                            |              |         |                  | 23              |
|      | Römerstraße Olbrückwald                                 | Blankenheimerdorf Flur:41, Nr.65, Flur:42, Nr.22,24 (Teilbereich) |              |         |                  | 24              |
|      | Geschützstellung, Feuerstellung V1                      | Lommersdorf Flur:4, Nr.8,10,48,50                                 |              |         |                  | 25              |
|      | Bergbaugebiet Lommersdorf                               | Lommersdorf Flur:9, Nr:44,77,97,98,99,163,173,181,192,            |              |         |                  | 26              |
|      | Geschützstellung, Feuerstellung V1                      | Rohr Flur:13, Nr: 49                                              |              |         |                  | 27              |